# Грейді (Арканзас)
Грейді (англ. Grady) — місто (англ. city) в США, в окрузі Лінкольн штату Арканзас. Населення — 305 осіб (2020).

## Географія
Грейді розташоване на висоті 56 метрів над рівнем моря за координатами 34°4′44″ пн. ш. 91°41′53″ зх. д. / 34.07889° пн. ш. 91.69806° зх. д. (34.078963, -91.698139).  За даними Бюро перепису населення США в 2010 році місто мало площу 4,88 км², уся площа — суходіл.

## Демографія
Згідно з переписом 2010 року, у місті мешкало 449 осіб у 169 домогосподарствах у складі 130 родин. Густота населення становила 92 особи/км².  Було 208 помешкань (43/км²). 
Расовий склад населення:
| - 68,4 % — чорних або афроамериканців - 25,8 % — білих - 0,2 % — корінних американців - 3,6 % — осіб інших рас |

До двох чи більше рас належало 2,0 %. Іспаномовні складали 3,6 % від усіх жителів.
За віковим діапазоном населення розподілялося таким чином: 26,9 % — особи молодші 18 років, 58,4 % — особи у віці 18—64 років, 14,7 % — особи у віці 65 років та старші. Медіана віку мешканця становила 36,6 року. На 100 осіб жіночої статі у місті припадало 80,3 чоловіків;  на 100 жінок у віці від 18 років та старших — 90,7 чоловіків також старших 18 років.
Середній дохід на одне домашнє господарство  становив 30 708 доларів США (медіана — 14 479), а середній дохід на одну сім'ю — 46 990 доларів (медіана — 38 125). Медіана доходів становила 22 500 доларів для чоловіків та 19 583 долари для жінок. За межею бідності перебувало 40,6 % осіб, у тому числі 60,5 % дітей у віці до 18 років та 40,4 % осіб у віці 65 років та старших.
Цивільне працевлаштоване населення становило 102 особи. Основні галузі зайнятості: освіта, охорона здоров'я та соціальна допомога — 29,4 %, науковці, спеціалісти, менеджери — 16,7 %, публічна адміністрація — 12,7 %, виробництво — 9,8 %.
За даними перепису населення 2000 року в Грейді мешкало 523 особи, 142 родини, налічувалося 184 домашніх господарств і 241 житловий будинок. Середня густота населення становила близько 106,7 людини на один квадратний кілометр. Расовий склад Грейді за даними перепису розподілився таким чином: 31,36% білих, 65,77% — чорних або афроамериканців, 0,19% — азіатів, 0,96% — представників змішаних рас, 1,72% — інших народів. Іспаномовні склали 2,87% від усіх жителів міста.
З 184 домашніх господарств в 34,8% — виховували дітей віком до 18 років, 49,5% представляли собою подружні пари, які спільно проживали, в 21,2% сімей жінки проживали без чоловіків, 22,8% не мали сімей. 20,7% від загального числа сімей на момент перепису жили самостійно, при цьому 4,9% склали самотні літні люди у віці 65 років та старше. Середній розмір домашнього господарства склав 2,84 особи, а середній розмір родини — 3,32 особи.
Населення міста за віковим діапазоном за даними перепису 2000 року розподілилося таким чином: 33,5% — жителі молодше 18 років, 9,2% — між 18 і 24 роками, 23,1% — від 25 до 44 років, 19,5% — від 45 до 64 років і 14,7% — у віці 65 років та старше. Середній вік мешканця склав 34 роки. На кожні 100 жінок в Грейді припадало 97,4 чоловіків, у віці від 18 років та старше — 93,3 чоловіків також старше 18 років.
Середній дохід на одне домашнє господарство в місті склав 22 321 долар США, а середній дохід на одну сім'ю — 24 500 доларів. При цьому чоловіки мали середній дохід в 26 250 доларів США на рік проти 20 313 доларів середньорічного доходу у жінок. Дохід на душу населення в місті склав 11 679 доларів на рік. 33,6% від усього числа сімей в населеному пункті і 38,8% від усієї чисельності населення перебувало на момент перепису населення за межею бідності, при цьому 51,3% з них були молодші 18 років і 28,3% — у віці 65 років та старше.